# 特洛克 (加利福尼亚州)
特洛克（英語：Turlock），是美国加利福尼亚州斯坦尼斯劳斯县下属的一座城市。建市于1908年2月15日，面积大约为16.93平方英里（43.8平方公里）。根据2010年美国人口普查，该市有人口68,549人。